# Otinotoides piceus
Otinotoides piceus är en insektsart som beskrevs av Walker 1870. Otinotoides piceus ingår i släktet Otinotoides och familjen hornstritar. Inga underarter finns listade i Catalogue of Life.